# Cymindis binotata
Cymindis binotata is een keversoort uit de familie van de loopkevers (Carabidae). De wetenschappelijke naam van de soort is voor het eerst geldig gepubliceerd in 1820 door Fischer von Waldheim.